# Horváth-kert
Le Horváth-kert (en français : « jardin Horváth ») est un jardin public du 1er arrondissement de Budapest, dans le quartier de Krisztinaváros.